# Charles Tennant

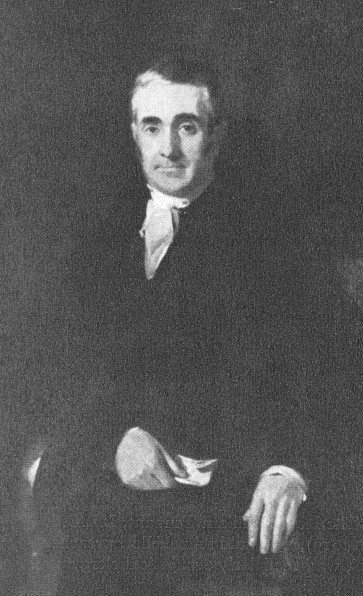
Charles Tennant

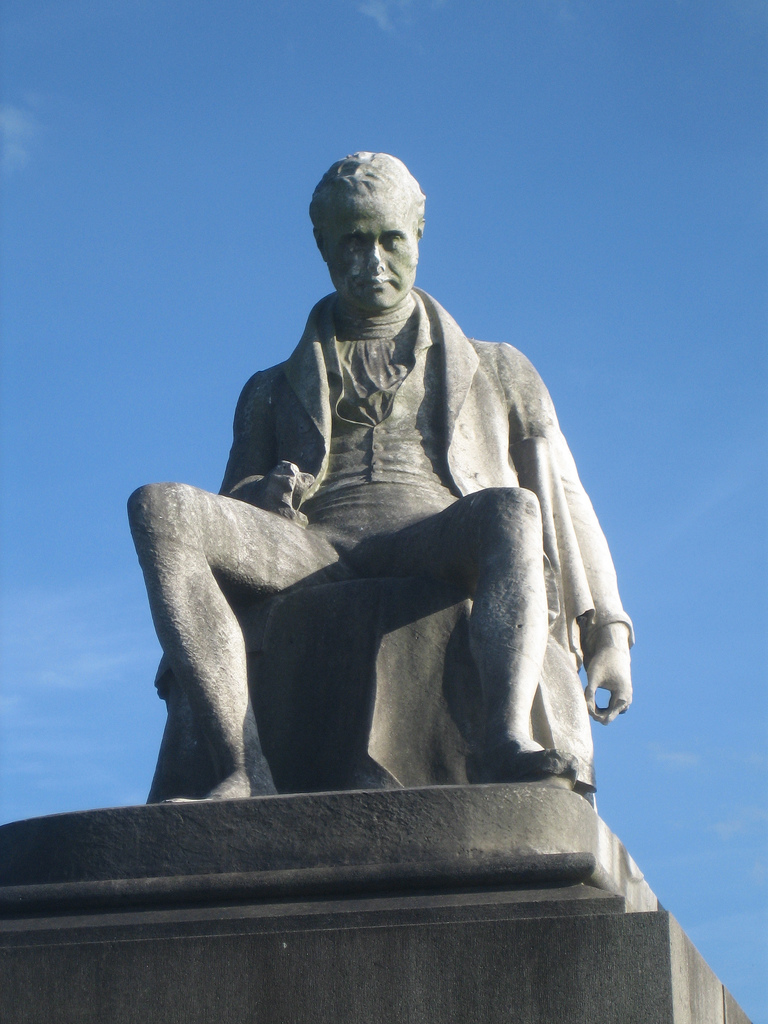
Statue von Tennant in Glasgow

Charles Tennant (* 3. Mai 1768 in Laigh Corton, Alloway, Ayrshire; † 1. Oktober 1838 in Glasgow) war ein schottischer Chemiker und Industrieller.
Tennant stellte 1799 zuerst Chlorkalk im industriellen Maßstab her. Die Chlorkalkindustrie entwickelte sich dann in enger Verbindung mit der Sodaindustrie, da es auf diese Weise möglich wurde, die massenhaft als Nebenprodukt auftretende, bis dahin sehr lästig gewesene Salzsäure vorteilhaft zu verwerten.

## Leben und Werk
Tennant wurde als Sohn von John Tennant (1725–1810) und seiner zweiten Frau Margaret McClure (1738–1784) als neuntes von sechzehn Kindern geboren. Nach dem Schulbesuch wurde er bei seinem Vater als Weber ausgebildet. Das Bleichen war zu dieser Zeit ein bedeutender Aspekt des Handwerks und wurde auf primitive Weise in so genannten Tuchbleichen durchgeführt. Dabei wurden die Tücher nach Behandlung mit abgestandenem Urin für mehrere Monate in der Sonne gebleicht. 
Auf Grund der hohen Nachfrage gründete er im Jahr 1788 seine eigene Tuchbleiche in Darnley in der Nähe von Barrhead, East Renfrewshire, wo er auch seine Frau Margaret kennenlernte, mit der er 43 Jahre verheiratet war und neun Kinder hatte. 
Durch Versuche mit Chlor und Kalk gelang es ihm schließlich, ein Verfahren zur Bleiche zu entwickeln, für das er 1798 ein Patent zugesprochen kam. Er verbesserte das Verfahren zur Herstellung von Javelwasser, welches seit 1792 darin bestand, Chlorgas (Cl2) in eine Kaliumcarbonatlösung (K2CO3; auch Pottasche) einzuleiten, um Kaliumhypochlorit (KClO) zu erhalten, durch Verwendung einer Kalksuspension (Ca(OH)2) anstelle von Pottasche so, dass Calciumhypochlorit (Ca(OCl)2) entsteht. Weitere Versuche führten zur Entwicklung eines Bleichpulvers, das er 1799 zum Patent anmeldete. Dieses wurde aus Chlor und trockenem gelöschten Kalk (Ca(OH)2) hergestellt.
Die Patente bildeten 1799 die Grundlage für die Gründung einer Produktionsstätte für Bleichpulver und -bäder in St. Rollox, nördlich von Glasgow. Das Produktionsvolumen stieg schnell von 53 Tonnen im ersten Jahr auf 9200 Tonnen innerhalb von fünf Jahren. Etwas später wurde ein zweites Werk in Hebburn gegründet, mit dem der Gesamtausstoß auf über 20.000 Tonnen im Jahr erhöht werden konnte. In den Jahren zwischen 1830 und 1840 galt sein Unternehmen als die größte Chemieanlage weltweit.